# Mastaura (Lydien)
Mastaura (altgriechisch Μάσταυρα) war eine antike Stadt in der kleinasiatischen Landschaft Lydien, an der Grenze zu Karien. Sie lag im Süden des Gebirgszuges der Mesogis (jetzt Aydın dağları) am Chrysorhoas, einem Zufluss des Maiandros, beim heutigen Nazilli in der Türkei.
Mastaura ist erst in römischer Zeit belegt, aus der einige Ruinen stammen. Inschriften bezeugen die üblichen städtischen Gremien (Rat, Volksversammlung, Gerusie). Im Stadion der karischen Stadt Aphrodisias waren Sitze für die Bewohner von Mastaura reserviert. Vom 1. (Tiberius) bis zum 3. Jahrhundert (Valerian) prägte Mastaura eigene Münzen. Die Stadt gehörte zum Gerichtsbezirk (conventus) von Ephesos.
In der Spätantike war Mastaura Sitz eines Bischofs, der im 5. Jahrhundert auf den Konzilen von Ephesos (431) und Kalchedon (451) vertreten war. Auf das Bistum geht das Titularbistum Mastaura in Asia der römisch-katholischen Kirche zurück.